# Eduardo Brenta
Eduardo Brenta (* 8. Februar 1959 in Montevideo) ist ein uruguayischer Politiker.
Brenta gehört dem Flügel Vertiente Artiguista der Frente Amplio an und war 1989 Mitbegründer dieses politischen Sektors. Er studierte an der juristischen Fakultät der Universidad de la República. Dieses Studium musste er während der Zeit der uruguayischen Diktatur unterbrechen, da er für sechs Jahre aus politischen Gründen inhaftiert war.
Von 2000 bis 2005 gehörte er als gewählter Vertreter der Junta Departamental de Montevideo an, deren Vorsitzender er von Juli 2003 bis Juli 2004 war. Ferner saß er der Verkehrs- und Transport-Kommission vor und hatte zudem die Vize-Präsidentschaft der Comisión de Relaciones y Cooperación inne. Im März 2005 zog er dann als gewählter Abgeordneter in die uruguayische Cámara de Representantes ein. Hier war er unter anderem zunächst Mitglied und im Jahr 2007 Vorsitzender des Finanzausschusses. Seit dem 1. März 2010 war er in der Regierung von Präsident José Mujica Minister für Arbeit und Soziale Sicherheit. Ende Dezember 2013 legte Brenta das Amt nieder, um sich auf den kommenden Wahlkampf vorzubereiten und wurde auf dieser Position durch José Bayardi ersetzt.